# Dichelacera micracantha
Dichelacera micracantha är en tvåvingeart som beskrevs av Lutz 1915. Dichelacera micracantha ingår i släktet Dichelacera och familjen bromsar. Inga underarter finns listade i Catalogue of Life.